# Afropachyiulus lepineyi
Afropachyiulus lepineyi är en mångfotingart som beskrevs av Karl Wilhelm Verhoeff 1936. Afropachyiulus lepineyi ingår i släktet Afropachyiulus och familjen kejsardubbelfotingar. Inga underarter finns listade i Catalogue of Life.